# Катул
Гај Валерије Катул (лат. Gaius Valerius Catullus, 84–54. п. н. е.), познат и као Вароненсис по месту рођења, био је римски песник. Катулова дела су опширно студирана и његова поезија је касније утицала на друге песнике и уметнике.
Катулове песме су се сачувале у јединственом (сада изгубљеном) рукопису. Подељене су у три групе, највероватније од стране самог аутора: 1-60 кратке љубавне песме, политичке сатире и друге пригоднице, 61-68 елегијастични хексаметри, 69-116 епиграми.

## Биографија
Гај Валерије Катул рођен је у Верони у богатој патрицијској породици. Следећи уобичајен пут образовања младића свог положаја, с 18 година стигао је у Рим где се у то доба у драматичном ритму смењују догађаји од историјске важности. То је Рим у којем се кроз крваве грађанске борбе припрема пропаст Републике и стварање Царства. Но политика Катула очигледно није занимала, и он се с једне стране предао прилично интензивном књижевном раду, а с друге свим осталим приликама које му је велеград могао пружити.
Везу с једном удатом, али фаталном женом која је била сасвим сигурно старија од њега и која је уз њега имала и многе друге љубавнике, Катул је претворио у поетску легенду. У част Сапфе назвао је своју вољену Лезбијом а право име те жене вероватно је било Клодија.
У низу песама Катул бележи многе потанкости интимне драме, која, после бројних привремених растанака, доводи и до дефинитивног раскида.
Иако је Катул био релативно богат, расипнички живот је ипак угрозио његове новчане прилике, па је песник отишао у пратњи једног пропретора у Битинију, али ни тамо није нашао богатство; то је био, изгледа, једини његов боравак ван Италије.
Након повратка с тог путовања Катул није више дуго живео: умро је око 54. п. н. е., дакле вероватно је имао 33 година.
Иако се Катул свакако кретао разним круговима римских интелектуалаца и политичара, његов живот је оставио трагове искључиво у поезији, и управо из његових песама можемо добити податке за реконструкцију његове биографије.

## Дело
Све катулове песме су већ у антици скупљене у једну књигу која обухвата отприлике 2400 стихова и 116 песама
Антички уређивачи су распоредили те песме гледајући форму: на почетку је 60 текстова у различитим метрима преузети из грчке лирике, затим следи 8 већих песама, једна од којих је мали еп, а две епиталамији, литерарне свадбене песме. Збирку закључује 48 епиграма елегијском дистику.
Готово све форме којима се служио, Катул је применио у римској поезији, али већина је преузета од Грка. Док су неке песме непосредни преводи грчког оригинала, Катулови садржаји се крећу од најискренијих љубавних стихова римског песништва до духовитих и понекад вулгарних напада на литерарне противнике и ривале у љубави или до генре-сличица и митолошких приказа у духу хеленистичке поезије.